# Remembering (Grant Green)
Remembering è un album di Grant Green, pubblicato dalla Blue Note Records nel 1980. Il disco fu registrato il 29 agosto 1961 al Van Gelder Studio di Englewood Cliffs, New Jersey (Stati Uniti).
Nel 1998 la Blue Note pubblicò un CD dal titolo Standards, contenente gli stessi brani più altri due pezzi bonus (per un totale di otto brani).

## Tracce
Lato A
1. All the Things You Are – 8:13 (Jerome Kern, Oscar Hammerstein II)
2. If I Had You – 7:07 (Irving Berlin)
3. Love Walked In – 6:32 (George Gershwin, Ira Gershwin)

Lato B
1. I'll Remember April – 9:06 (Gene De Paul, Patricia Johnston, Don Raye)
2. You and the Night and the Music – 8:12 (Howard Dietz, Arthur Schwartz)
3. I Remember You – 5:33 (Victor Schertzinger, Johnny Mercer)

Edizione CD del 1998 dal titolo Standards, pubblicato dalla Blue Note Records (7243 8 21284 2 7)
1. You Stepped Out of a Dream – 4:57 (Nacio Herb Brown, Gus Kahn) – Bonus Track
2. Love Walked In – 6:32 (George Gershwin, Ira Gershwin)
3. If I Had You – 7:07 (Irving Berlin)
4. I'll Remember April – 9:06 (Don Raye, Gene De Paul, Patricia Johnston)
5. You and the Night and the Music – 8:12 (Howard Dietz, Arthur Schwartz)
6. All the Things You Are – 8:13 (Jerome Kern, Oscar Hammerstein)
7. I Remember You – 5:33 (Victor Schertzinger, Johnny Mercer)
8. If I Had You – 7:09 (Irving Berlin) – Bonus Track - Alternate Take

## Musicisti
- Grant Green - chitarra
- Wilbur Ware - contrabbasso
- Al Harewood - batteria[3]